# 任文燕
任文燕（1943年—），汉族，中华人民共和国政治人物，第九届、第十届、第十一届全国政协委员。全国工商联原副主席、上海市工商联原主席、上海市人大常委会原副主任。2008年，当选第十一届全国政协委员，代表中华全国工商业联合会，分入第二十一组。